# Респираторна синцицијална вирусна инфекција
Респираторна синцицијална вирусна инфекција (РСВ) је уобичајен респираторна инфекција доњег респираторног тракта изазвана вирусом праћена благим симптомима болести сличних прехлади. Већина болесника се опоравља за недељу или две, али РСВ може бити озбиљан, посебно за бебе и старије одрасле особе. РСВ је најчешћи узрок бронхиолитиса (запаљења малих дисајних путева у плућима) и пнеумоније (инфекције плућа) код деце млађе од 1 године у многим земљама света. Према досадашњим истраживањима скоро сва деца ће имати РСВ инфекцију до свог другог рођендана.
Већина РСВ инфекција пролази сама од себе за недељу или две. Лечење је обично симптоматско и спроводи се амбулантно код већине болесника са лакшом инфекцијом дисајних органа, а код болесника са тежом инфекцијом доњих респираторних органа лечење се спроводи у болничким условима.
Почетком 2020-их уочено је да се  претходно прилично предвидива и сезонска болест изазвана РСВ вирусом претворила  у ону врсту болести која успева да изненади болнице и породице у било које доба године, на то свакако утиче чињеница...живот се променио, свет се променио, а ови вируси се развијају и понашају на неочекиване начине.

## Етиопатогенеза
Респираторни синцицијални вирус је главни вирусни узрочник инфекција доњих респираторних путева код одојчади и деце (бронхиолитис и пнеумонија).
Респираторни синцицијални вирус (РСВ) припада групи РНК вируса. Први пут је изолован 1956. године код шимпанзи који су патили од акутне респираторне болести, да би 1957. године Р. Ченок изоловао сличне врсте вируса код деце оболелеле од акутне респираторне болести.
Постоји и неколико других пнеумовируса који показују велику сличност са  хуманим РСВ. Најзначајнији од њих је говеђи РСВ, који дели приближно 80% свог генома са хуманим РСВ. Такође хумани РСВ дели склоност  према младим говедима, изазивајући теже облике болести код телади млађе од 6 месеци. Пошто се телад инфицирана говеђим РСВ она имају скоро идентичну презентацију као деца инфицирана хуманим РСВ. Ово се показало као важно за примену животињског модела у истраживању РСВ.

### Морфологија вируса
Вирион је сферичног облика, а његов промер варира у појединачним честицама од 120 до 200 нм. Геном представља РНК са масом од око 5.6 МД; који носи 10 гена који кодирају 10 протеина специфичних за вирус, од којих су 7 део вириона, а остали су неструктурални. РСВ се разликује од других парамиксовируса у томе што нема хемаглутинин и неураминидазу и нема хемолитичку активност. Према антигенским особинама, постоје два сероварианта вируса. Вирус се умножава добро у културама многих сојева ћелија (ХеЛа, Хеп-2, итд) са манифестацијом карактеристичном за  цитопатске ефекте, и формира плакове. РСВ је врло лабилан и лако се уништава замрзавањем и одмрзавањем, када се третира са мастним растварачима, детерџентима, разним дезинфекционим средствима или када се загреје до 55 °C, када сагори за 5-10 минута.
Постоје два под типа РСВ А и Б који дају сличну клиничку слику. 
Изазива инфекције широм света најчешће код одојчади до 6 месеци старости. Практично сва деца буду прокужена овим вирусом до 2 године старости . Епидемије се јављају нагло у позним јесењим месецима . Одрасле особе , а нарочито имунокомпромитовани болесници често могу оболети од РСВ инфекције.
Болест која се преноси капљичним путем прво захвата горње респираторне путеве а затим се путем секрета спушта у доње. Вирус се размножава у респираторном цилијарном епителу, а захваћене су бронхиоле и/или плућни паренхим. У бронхиолама дoлази до некрозе епитела и перибронхијалне лимфоцитне инфилтрације, која доводи до сужења лумена бронхиола. а у плућима настају интерстицијални инфилтрати.

## Инкубација и трансмисија
Инкубација болести је око  4 до 6 дана након инфекције. 
Људи заражени РСВ-ом обично су заразни 3 до 8 дана и могу постати заразни дан или два пре него што почну да показују знаке болести. Међутим, нека одојчад и људи са ослабљеним имунолошким системом могу наставити да шире вирус чак и након што престану да показују симптоме, око 4 недеље. Деца су често изложена и заражена РСВ-ом ван куће, као што су школе или центри за бригу о деци. Они тада могу пренети вирус на друге чланове породице.
РСВ се може ширити када:
- капљицама секрета када заражене особе која кашље или кија,
- директним контактом са вирусом, као што је љубљење лица детета од стране особе заражене РСВ-ом,
- додиривањем површину на које је доспео вирус, а затим се додирне лице пре него што се оперу руке.

РСВ може преживети много сати на тврдим површинама као што су столови и ограде за креветић. Обично живи на меким површинама као што су ткива и руке краће време.
Људи се типично заразе РСВ-ом први пут као новорођенчад или мала деца, тако да скоро сва деца бивају заражена до пре свог другог рођендана. Међутим, поновљене инфекције се могу јавити током живота, а људи било ког узраста могу бити заражени. 
Инфекције код здраве деце и одраслих су генерално мање тешке него код новорођенчади и старијих особа са одређеним здравственим стањима. У особе са највећим ризиком од тешке болести спадају:
- превремено рођена деца,
- мала деца са урођеном (од рођења) срчаном или хроничном болешћу плућа,
- мала деца са компромитованим (ослабљеним) имунолошким системом због здравственог стања или лечења,
- деца са неуромускуларним поремећајима,
- одрасли са ослабљеним имунолошким системом,
- старији одрасли, посебно они са основним болестима срца или плућа.

У Сједињеним Америчким Државама и другим областима са сличном климом, циркулација РСВ обично почиње током јесени и достиже врхунац зими. Време и озбиљност циркулације РСВ-а у датој заједници могу варирати из године у годину.

## Клиничка слика
Клиничка слика се креће од благе инфекције горњих респираторних путева па до тешких пнеумонија. У првих неколико дана обично су присутни само симптоми инфекције горњих дисајних путева, да би се у случају пнеумоније јавило отежано и убрзано дисање, визинг, а код најтежих облика и цијаноза.
Болесници заражени РСВ обично показују следеће симптоме:
- цурење из носа,
- смањење апетита,
- кашљање,
- кијање,
- грозницу,
- свирање или звиждање у грудима (визинг).[7]

Ови симптоми се обично јављају у фазама, а не сви одједном. Код веома мале одојчади са РСВ-ом, једини симптоми могу бити раздражљивост, смањена активност и потешкоће са дисањем.
Често се јавља и акутно запаљење средњег уха.

## Дијагноза
Узраст болесника, карактеристична клиничка слика и радиографски налаз указују на вирусну природу болести што се потврђује серолошким прегледима или култивацијом. 
Највише се користе брзи тестови за детекцију вирусних aнтигена имунофлуоресценција или ELISA.
Радиографски налази показују знаке хиперинфлације (карактеристика бронхиолитиса) или плућног инфилтрата (код пнеумоније).

## Терапија
Лечење је обично симптоматско и спроводи се амбулантно код већине болесника са лакшом инфекцијом дисајних органа . Тежи болесници са инфекцијом доњих респираторних органа лече се болнички .Када постоји опструкција дисајних путева примењују се бронходилататори .Уколико постоји потерба примењује се оксигена терапија или вештачка вентилација . Када постоји бактеријска коинфекција примењују се антибиотици . Кортикостероиди се препоручују код старије деце и одраслих особа нарочито ако болују од бронхијалне астме а обично се не препоручују код одојчади са бронхиолитисом. Рибавирин је каузална антивирусна терапија . Код трансплантираних болесника препоручује се комбинована кортикостероидна терапија и Рибавирин . Хиперимуни глобулини добијени од донора са високим титром РСВ неутралишућих антитела комбинују се са рибавирином код имунокомпромитованих и након транспалнтације коштане сржи или плућа . Паливизумаб представља моноклонска антитела на на Ф гликопротеин РСВ и примењује се у комбинацији са рибавирином код трансплантираних болесника и код мале деце која су у високом ризику (недоношчад, неонатуси са хроничним плућним болестима ...).

## Превенција

### Имунопрофилакса
Већина ризичних пацијената, као што су прерано рођене бебе и оне са постојећим проблемима са плућима и срцем, могу да се заштите паливизумабом, ињекцијом хуманизованог моноклоналног антитела (ИгГ1к) које је произведено применом рекомбинантне ДНК технологије и које препознаје епитоп А антигеног места Ф протеина респираторног синцитијалног вируса (РСВ). Ово антитело је композит људске (95%) и глодарске (5%) секвенце.

Са применом имунопрофилаксе започиње се пре сезоне РСВ инфекције, обично у новембру. 
Инјекција мора да се даје сваког месеца током месеци кад је РСВ активан, што је још један разлог зашто је припрема за скокове броја случајева толико важна.
Имунопрофилакса се спроводи код деце млађе од 24 месеца са:
- хроничним болестима плућа,
- тешким срчаним болестима,
- имунокомпромитованих,
- прематуруса.

### Вакцина
Вакцина за сада није доступна јер су у току  испитивања живе, атенуисане РСВ вакцине, а развој вакцине се суочио са значајним препрекама које су блокирале њен напредак. Међу њима су фактори специфични за новорођенчад, као што су незрео имуни систем бебе и присуство мајчиних антитела, који отежавају имунизацију деце.
Покушаји да се развије вакцина против РСВ почели су 1960-их са формалином инактивираном вакцином која је развијена за употребу код новорођенчади и деце. Док је сличан метод коришћен за стварање безбедне и ефикасне вакцине против полиовируса, ова вакцина је резултовала опасном појавом која је постала позната као појачана респираторна болест повезана са вакцином,  након које су вакцинисана новорођенчад развила значајно гору респираторну болест од невакцинисане деце током накнадне природне инфекције. Око 80% такве деце (у односу на 5% деце у контролнојгрупи изложеној вирусом) је хоспитализовано, а у два случаја вакцина је  довела до смрти. Ова катастрофа је довела до крајњег опреза и ометала развој вакцине дуги низ година.
У документу из 2019. године се тврдило да је истраживање развоја вакцине значајно напредовало у претходних 5-10 година, са више од 30 кандидата у једној од фаза развоја.  Иста студија предвиђа да ће вакцина бити доступна у року од 10 година. Врсте вакцина које се тренутно истражују спадају у пет широких категорија: 
- жива атенуирана,
- протеинска подјединица,
- векторска,
- базирана на честицама,
- РНК.

Свака од ових категорија циља различите имунолошке одговоре и стога може бити боље прилагођен за спречавање болести у различитим ризичним групама. 
Живе атенуиране вакцине показале су одређени успех код новорођенчади која нису била изложена РСВ. Други кандидати за вакцину циљају рањиву популацију током читавог њиховог животног века, укључујући труднице и старије особе.